# شستی گابار
شستی گابار (به صربی: Šesti Gabar) یک منطقهٔ مسکونی در صربستان است که در کنگاژواتس واقع شده‌است. شستی گابار ۱۷۳ نفر جمعیت دارد.